# Agenția Uniunii Europene pentru Căile Ferate
Agenția Uniunii Europene pentru Căile Ferate (în engleză European Union Agency for Railways, acronim ERA) este o agenție a Uniunii Europene (UE) responsabilă pentru stabilirea cerințelor obligatorii pentru rețelele feroviare europene și pentru producători, sub forma Specificațiilor tehnice pentru interoperabilitate (STI), aplicabile sistemului feroviar trans-european. Acest sistem conectează multiple țări europene, facilitând transportul transfrontalier de persoane și mărfuri pe cale ferată. ERA publică periodic un document care rezumă stadiul implementării STI-urilor. Agenția definește obiective comune de siguranță, metode și indicatori de siguranță, în conformitate cu Directiva 2004/49/CE și modificările acesteia. De asemenea, ERA gestionează o serie de baze de date, inclusiv un registru al reglementărilor naționale rămase aplicabile. Printre atribuțiile principale ale ERA se numără dezvoltarea și implementarea Sistemului European de Gestionare a Traficului Feroviar (ERTMS), menit să îmbunătățească eficiența și siguranța traficului feroviar în întreaga Europă.

## Istorie
Înainte de înființarea agenției, rețelele feroviare ale fiecărui stat membru al Uniunii Europene erau unice și, de obicei, utilizau practici de lucru personalizate, dezvoltate autonom, împreună cu material rulant și infrastructură proprii; cerințele referitoare la siguranță, operațiuni, semnalizare și majoritatea celorlalte elemente erau stabilite de fiecare stat membru, ceea ce a dus la diferențe semnificative între sisteme și, prin urmare, la sute de factori de incompatibilitate care descurajau sau chiar împiedicau complet operațiunile transfrontaliere. Limitările gabaritului de încărcare, aparatele de semnalizare diferite, sistemele de alimentare incompatibile și standardele adesea arbitrare au acționat cumulativ împotriva competitivității operațiunilor feroviare europene, în special în comparație cu barierele mai scăzute din sectorul concurent al transportului rutier. Oficialii europeni au recunoscut necesitatea unei acțiuni pan-naționale pentru a aborda lipsa de interoperabilitate feroviară; această decizie a fost consolidată prin adoptarea Directivei 96/48/CE (Rețeaua feroviară transeuropeană de mare viteză), care vizează interoperabilitatea rețelei feroviare transeuropene de mare viteză.

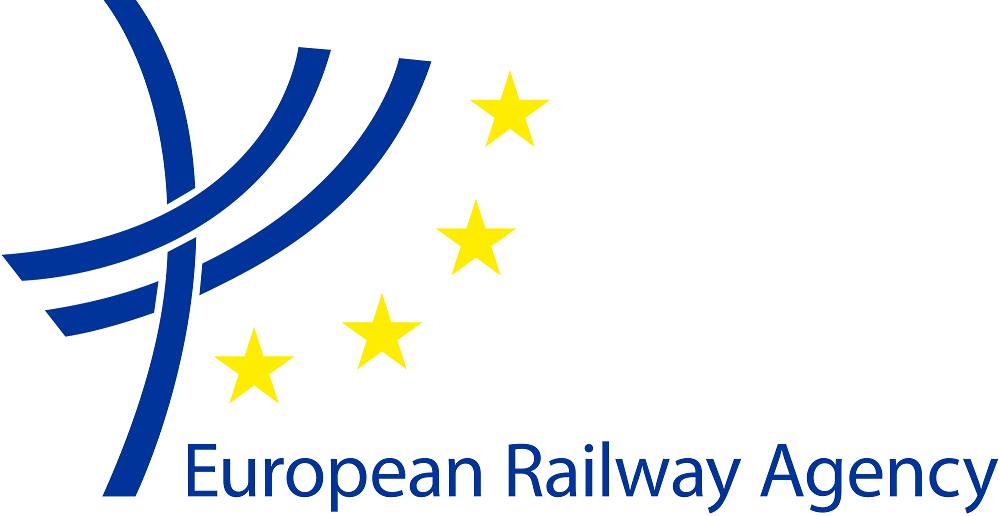
Vechiul logo al Agenției Europene a Căilor Ferate

În anii următori, au fost adoptate măsuri legislative suplimentare pentru consolidarea cooperării internaționale și reducerea barierelor naționale, cum ar fi Directiva privind interoperabilitate din 2001, care acoperea transportul feroviar convențional transeuropean. În 2004, a fost adoptată legislația pentru înființarea unei noi agenții paneuropene, ca parte a celui de-al doilea pachet feroviar; un an mai târziu, această organizație a început să își desfășoare activitatea sub denumirea de Agenția Feroviară Europeană (ERA), având ca scop principal contribuirea la implementarea legislației UE destinate îmbunătățirii competitivității feroviare prin promovarea interoperabilității sistemelor feroviare și aplicarea unei abordări comune privind siguranța în sectorul feroviar. ERA nu a fost împuternicită să modifice direct legislația europeană; în schimb, a pregătit, în colaborare cu părțile interesate din industrie și cu diversele Autorități Naționale de Siguranță, acte legislative noi și actualizate și a recomandat adoptarea acestora Comisiei Europene.
Una dintre cele mai importante inițiative pe termen lung ale ERA a fost Sistemul European de Management al Traficului Feroviar (ERTMS). Specificațiile, care includ Sistemul European de Control al Trenurilor (ETCS) și sistemul de comunicații radio digitale GSM-R⁠(d), sunt implementate ca legislație europeană, fiind parte din Specificațiile Tehnice de Interoperabilitate (STI) pentru Control, Comandă și Semnalizare, publicate în Jurnalul Oficial al UE. Până în decembrie 2010, implementarea GSM-R fusese finalizată pe mai mult de 65.000 km de cale ferată în Europa. Sistemul era operațional în cinci țări: Germania, Italia, Țările de Jos, Norvegia și Suedia. În același timp, operațiunile ETCS erau deja în desfășurare pe liniile de mare viteză din Spania și Italia, pe liniile de marfă din Țările de Jos și pentru operațiuni internaționale între Belgia și Țările de Jos. Au fost semnate contracte pentru implementarea a peste 10.000 km de cale ferată. În cadrul celui de-al patrulea pachet feroviar, ERA a fost recunoscută oficial ca autoritate ERTMS; astfel, agenția a preluat un rol central în dezvoltarea și implementarea specificațiilor.
ERA a urmărit, de asemenea, îmbunătățiri în diverse domenii, precum operarea automată a trenurilor și practicile feroviare ecologice. Au fost formulate noi STI referitoare la reducerea zgomotului în sectorul feroviar; astfel, materialul rulant trebuie să respecte limite specifice de emisii de zgomot pentru a preveni impactul excesiv asupra publicului, iar un program de "rute mai silențioase" a fost, de asemenea, propus. ERA a promovat, de asemenea, operațiuni mai eficiente de transport feroviar de marfă, prin îmbunătățirea practicilor logistice, cum ar fi planificarea optimizată a rutelor și consolidarea încărcăturii, unele dintre acestea fiind facilitate de tehnologiile feroviare digitale.
În iunie 2016, numele agenției a fost schimbat ca urmare a aprobării de către Parlamentul European a celui de-al patrulea pachet feroviar, devenind Agenția Uniunii Europene pentru Căi Ferate. Acronomimul ERA a continuat să fie folosit pentru a desemna agenția după redenumire, inclusiv de către agenția însăși. Prima livrabilă a ERA în cadrul Pilonului Tehnic al celui de-al patrulea pachet feroviar a fost un instrument IT de Alertă de Siguranță, conceput pentru a spori transparența în raportarea incidentelor de siguranță feroviară în UE și pentru a facilita schimbul de informații între operatorii feroviari și producători.
În începutul anului 2019, ERA a înființat Magazinul Unic (One-Stop Shop), care gestionează toate cererile pentru certificate de siguranță unice, autorizații de vehicule și aprobări ERTMS pe partea de cale ferată. În septembrie al aceluiași an, agenția a emis primul său certificat de siguranță unic; la acea vreme, mai multe alte cereri erau în curs, iar implementarea completă urma să fie finalizată până la începutul anului 2020. Abordarea Magazinului Unic a fost promovată ca fiind destinată să reducă timpul și costurile implicate în obținerea aprobărilor necesare cu aproximativ 20%, ceea ce ar putea genera economii de până la 500 de milioane de euro până în 2025.
În noiembrie 2021, ERA și Uniunea Internațională a Căilor Ferate (UIC) au semnat un cadru de coordonare ce vizează siguranța feroviară, interoperabilitatea și armonizarea; ambele organizații își propun să întărească cooperarea internațională și compatibilitatea operațională. Trei luni mai târziu, Pio Guido, Șeful Departamentului Sisteme Feroviare al ERA, a subliniat public că interoperabilitatea nu este doar o prioritate esențială pentru agenție, ci și o condiție necesară pentru sporirea competitivității industriei feroviare.

## ERA și Autoritățile Naționale de Siguranță
ERA colaborează cu 28 de Autorități Naționale de Siguranță (ANS) pentru a coordona dezvoltarea și gestionarea sistemului feroviar european. Acestea includ ANS din 25 dintre cele 27 de state membre ale Uniunii Europene (Malta nu mai operează căi ferate din 1931, iar Cipru din 1951, cu încetarea completă a activităților feroviare în 1974, în urma conflictului intercomunitar), precum și ANS din Norvegia, Regatul Unit și Comisia Interguvernamentală a Tunelului Canalului Mânecii (IGC), care include și Autoritatea de Siguranță a Tunelului Canalului Mânecii, responsabilă de legătura feroviară dintre Franța și Regatul Unit. 